# Пекінська інтеліада 2008
Пекінська інтеліада 2008 або Перші всесвітні ігри з розумових видів спорту — спортивні змагання з настільних ігор, що відбулися під егідою Міжнародної асоціації розумових видів спорту в Пекіні, Китай з 3 по 18 жовтня 2008 року.
В програмі інтеліади були змагання з п'яти видів спорту: шахів, шашок, го, бриджу та сянцзі; розіргувалися 35 комплектів медалей. Загалом медалі здобули представники 33-х країн, беззаперечним лідером у медальному заліку стали господарі — китайці, які виставили свої найсильніші команди у всіх турнірах.
Україна була представлена у всіх видах спорту. Українські гравці здобули 9 медалей: 2 золоті, 4 срібні і 3 бронзові, й розділили 3-4 місця в медальному заліку з Південною Кореєю, поступившись лише Китаю і Росії. З дев'яти медалей, сім принесли Україні шахісти, дві — шашкісти.

## Організація
Ігри проводилися на тиж же об'єктах, на яких проволилися Літні Олімпійські ігри 2008. Важливим фактором у організації інтеліади було бажання господарів провести таке змагання, продовжуючи олімпійські ігри і параолімпіаду. Вони надали учасникам ігор право безплатного проживання в Олімпійському селищі, що значно скоротило витрати учасників.
Інтеліада розпочалася урочистою церемонією відкриття і завершилася церемонією закриття.
Ставлення спортивних організацій до інтеліади було різним. Господарі виставили у всіх видах спорту свої найсильніші команди. На ігри зібралися найсильніші у світі бриджисти, гравці в го, шашкісти. Проте провідні шахісти-чоловіки майже одностайно проігнорували інтеліаду, приводячи як пояснення підготовку до шахової олімпіади, запланованої на листопад 2008 року. Тому в шахових турнірах брали участь здебільшого резервні та молодіжні шахові команди. Один із лідерів у світі шахів, Росія взагалі не виставила своєї чоловічої команди, пояснюючи це втратою спонсора. А от жіночу збірну Росії з шахів очолила чемпіонка світу Олександра Костенюк.

### Медальний залік
| Медалі Всесвітніх ігор з розумових видів спорту | Медалі Всесвітніх ігор з розумових видів спорту | Медалі Всесвітніх ігор з розумових видів спорту | Медалі Всесвітніх ігор з розумових видів спорту | Медалі Всесвітніх ігор з розумових видів спорту | Медалі Всесвітніх ігор з розумових видів спорту |
| ----------------------------------------------- | ----------------------------------------------- | ----------------------------------------------- | ----------------------------------------------- | ----------------------------------------------- | ----------------------------------------------- |
| Місце                                           | Країна                                          | Золото                                          | Срібло                                          | Бронза                                          | Всього                                          |
| 1                                               | КНР                                             | 12                                              | 8                                               | 6                                               | 26                                              |
| 2                                               | Росія                                           | 4                                               | 1                                               | 3                                               | 8                                               |
| 3                                               | Україна                                         | 2                                               | 4                                               | 3                                               | 9                                               |
| 3                                               | Південна Корея                                  | 2                                               | 4                                               | 3                                               | 9                                               |
| 5                                               | Норвегія                                        | 2                                               | 1                                               | 3                                               | 6                                               |
| 6                                               | Туреччина                                       | 2                                               | 0                                               | 0                                               | 2                                               |
| 7                                               | Англія                                          | 1                                               | 2                                               | 0                                               | 3                                               |
| 8                                               | Болгарія                                        | 1                                               | 1                                               | 0                                               | 2                                               |
| 8                                               | Франція                                         | 1                                               | 1                                               | 0                                               | 2                                               |
| 10                                              | Латвія                                          | 1                                               | 0                                               | 2                                               | 3                                               |
| 11                                              | США                                             | 1                                               | 0                                               | 1                                               | 2                                               |
| 12                                              | Північна Корея                                  | 1                                               | 0                                               | 0                                               | 1                                               |
| 12                                              | Швеція                                          | 1                                               | 0                                               | 0                                               | 1                                               |
| 12                                              | Данія                                           | 1                                               | 0                                               | 0                                               | 1                                               |
| 12                                              | Еквадор                                         | 1                                               | 0                                               | 0                                               | 1                                               |
| 12                                              | Угорщина                                        | 1                                               | 0                                               | 0                                               | 1                                               |
| 12                                              | Італія                                          | 1                                               | 0                                               | 0                                               | 1                                               |
| 18                                              | В'єтнам                                         | 0                                               | 2                                               | 3                                               | 5                                               |
| 19                                              | Польща                                          | 0                                               | 2                                               | 1                                               | 3                                               |
| 19                                              | Молдова                                         | 0                                               | 2                                               | 1                                               | 3                                               |
| 21                                              | Нідерланди                                      | 0                                               | 1                                               | 0                                               | 1                                               |
| 21                                              | Румунія                                         | 0                                               | 1                                               | 0                                               | 1                                               |
| 21                                              | Китайський Тайбей                               | 0                                               | 1                                               | 0                                               | 1                                               |
| 21                                              | Австралія                                       | 0                                               | 1                                               | 0                                               | 1                                               |
| 21                                              | Барбадос                                        | 0                                               | 1                                               | 0                                               | 1                                               |
| 21                                              | Індія                                           | 0                                               | 1                                               | 0                                               | 1                                               |
| 21                                              | Ізраїль                                         | 0                                               | 1                                               | 0                                               | 1                                               |
| 28                                              | Гонконг                                         | 0                                               | 0                                               | 2                                               | 2                                               |
| 28                                              | Іран                                            | 0                                               | 0                                               | 2                                               | 2                                               |
| 28                                              | Японія                                          | 0                                               | 0                                               | 2                                               | 2                                               |
| 31                                              | Малайзія                                        | 0                                               | 0                                               | 1                                               | 1                                               |
| 31                                              | Сінгапур                                        | 0                                               | 0                                               | 1                                               | 1                                               |
| 31                                              | Греція                                          | 0                                               | 0                                               | 1                                               | 1                                               |

### Турніри

#### Бридж
- Командні змагання серед юніорів до 21 року
1.  Франція
2.  Англія
3.  КНР
Українські бриджисти в цьому турнірі участі не брали
- Змагання серед молодіжних команд віком до 26 років
1.  Данія
2.  Польща
3.  Норвегія
Українські бриджисти в цьому турнірі участі не брали
- Змагання серед молодіжних команд віком до 28 років
1.  Норвегія
2.  Польща
3.  КНР
Українська команда розділила 37-38 місця з Єгиптом і не потрапила в плей-оф.
- Молодіжні парні
1.  Туреччина
2.  Ізраїль
3.  Польща
Українська пара Платоненко-Павлушко посіла 34-е місце, пара Харанфіль-Колесниченко — 96-е, пара Смишляєв-Труба — 97-е.
- Молодіжні особисті
1. Саліх Мурат Антер  Туреччина
2. Раду Ністор  Румунія
3. Ларс Артур Йогансен  Норвегія
Українські бриджисти в цьому турнірі участі не брали
- Особисті змагання серед чоловіків
1. Тор Гелнесс  Норвегія
2. Ґейр Гелґемо  Норвегія
3. Андрій Громов  Росія
Українські бриджисти в цьому турнірі участі не брали
- Особисті змагання серед жінок
1. Катаріна Мідскуґ  Швеція
2. Ан Фредерік Леві  Франція
3. Рю Юань  КНР
Українські бриджистки в цьому турнірі участі не брали
- Відкриті командні змагання
1.  Італія
2.  Англія
3.  Норвегія
Українська команда посіла сьоме місце в підгрупі й не потрапила до плей-оф.
- Командні змагання серед жінок
1.  Англія
2.  КНР
3.  США
Українські бриджистки в цьому турнірі участі не брали

#### Шахи
- Чоловіки. Бліц.
1. Мартин Кравців,  Україна
2. Юрій Дроздовський,  Україна
3. Христос Банікас,  Греція
Антон Коробов — 6-е місце, Валерій Авескулов — 21-е, Юрій Криворучко — 22-е.
- Жінки. Бліц
1. Олександра Костенюк,  Росія
2. Антоанета Стефанова,  Болгарія
3. Хоу Іфань,  КНР
Тетяна Василевич зайняла 15 місце, Наталя Здебська — 20, Марія Музичук — 21, Катерина Должикова — 24, Інна Гапоненко — 27
- Чоловічі особисті змагання з укороченим контролем
1. Бу Сянжі,  КНР
2. Антон Коробов,  Україна
3. Жан Жон,  Сінгапур
Інші українські шахісти виступили так: Юрій Криворучко посів 8-е місце, Юрій Дроздовський — 9-е, Мартин Кравців — 16-е, Валерій Авексулов — 28-е.
- Жіночі особисті змагання з укороченим контролем
1. Антоанета Стефанова,  Болгарія
2. Жао Сюе,  КНР
3. Хуан Чянь,  КНР
Місця українських шахісток: Татяна Василевич — 15-е, Інна Гапоненко — 16-е, Наталя Здебська — 26-е, Катерина Должикова — 32-е, Марія Музичук — 34-е.
- Мікст. Бліц.
1.  Еквадор
2.  Індія
3.  Україна
- Мікст. Вкорочений контроль.
1.  КНР
2.  В'єтнам
3.  Іран
- Чоловічі командні змагання з бліцу.
1.  Угорщина
2.  КНР
3.  Україна
- Жіночі командні змагання з бліцу.
1.  Росія
2.  КНР
3.  В'єтнам
- Чоловічі командні змагання з укороченим контролем.
1.  КНР
2.  Україна
3.  Іран
- Жіночі командні змагання з укороченим контролем.
1.  КНР
2.  Україна
3.  Росія

#### Го
- Чоловічі особисті.
1. Дон Юн Кан  Південна Корея
2. Юн Сан Пак  Південна Корея
3. Же Лі  КНР
В турнірі могли брати участь максимум 5 спортсменів від країни, незалежно від того професіонали вони чи любителі. Спочатку змагання проводилися у восьми групах за швейцарською системою. До плей-оф, куди потрапляли по два гравці з кожної групи, відібралися практично тільки професіональні гравці, представники Азії. Українські майстри завершили свої виступи на груповому етапі: Богдан Жураковський, 5-й дан, 9 місце в підгрупі, 3 виграші, 3 програші, Андрій Кравець, 5-й дан, 9 місце в підгрупі, 3 виграші, 3 програші, Михайло Гальченко, 5-й дан, 8 місце в підгрупі, 4 виграші, 2 програші, Сергій Рідзель, 5-й дан, 4 місце в підгрупі, 4 виграші, 2 програші, Дмитро Яценко, 5-й дан, 4-5 місце в підгрупі, 4 виграші, 2 програші
- Жіночі особисті
1. Сон Ронхвей  КНР
2. Мін Джін Лі  Південна Корея
3. Джі Юн Пак  Південна Корея
В турнірі могли брати участь максимум три спортсменки від країни, незалежно від того професіонали вони чи любителі. Спочатку за швейцарською системою розігрувалися змагання в чотирьох групах, з кожної з яких по дві спортсменки потрапляли до плей-оф. Ними стали професіонали з Азії та Австралії. Результати українських спортсменок: Марія Захарченко посіла 6-е місце в підгрупі з 4-ма виграшами й 3-ма програшами, Софія Шевчук — 19-е місце в підгрупі з двома виграшами й п'ятьма програшами, Вікторія Корсак — 18-е місце в підгрупі з 3-ма виграшами й 4-ма програшами.
- Чоловічі командні.
1.  Південна Корея
2.  КНР
3.  Японія
Кожна команда складалася з 5 основних гравців і одного запасного. Китай, Південна Корея, Японія, Тайвань виставили команди з професіоналів найвищого ґатунку, справжні національні збірні. Змагання проводилися спочатку в двох підгрупах, звідки до плей-оф потрапляли по чотири команди. Перші місця в підгрупах посіли перелічені команди професіоналів, потрапила до плей-оф також команда Гонконгу. За решту путівок вели боротьбу любительські команди. Успіху добилися Північна Корея, Чехія і Україна. В чвертьфіналі українська команда поступилася зірковій команді Китаю. До складу команди входили Дмитро Богацький, Михайло Гальченко, Артем Качановський, Сергій Рідзель, Дмитро Яценко і Констянтин Лопатюк.
- Жіночі командні.
1.  КНР
2.  Південна Корея
3.  Японія
Кожна команда складалася з 3-х спортсменок і однієї запасної. Українська команда в турнірі участі не брала.
- Парне го.
1.  КНР
2.  Китайський Тайбей
3.  Південна Корея
Попередній етап турніру проходив у чотирьох групах, у яких змагалися любительські пари. З кожної до стадії плей-оф виходило по дві пари. Українська пара Марія Захарченко і Юрій Плющ посіла друге місце в групі, й вийшла до плей-оф. На стадії плей-оф до любительських пар долучалися 8 пар професіоналів з Японії, Кореї, Китаю та Тайваню. В 1/8 фіналу українська пара поступилася професіоналам з Тайваню, але не завершила змагання, а продовжила виступати в турнірі любителів. В 1/4 фіналу вони перемогли пару з Китаю, але в півфіналі поступилися парі з Угорщини.
- Відкритий турнір
1. Тей Вон Джо  Північна Корея
2. Юн Ву Хам  Південна Корея
3. Йон Хі Лі  Південна Корея
У відкритому турнірі брали участь тільки любительські гравці, максимум два від країни. Змагання проводилися у чотирьох підгрупах, з кожної до стадії плей-оф виходили два гравці. Українські гравці завершили змагання на груповій стадії. Артем Качановський з 5 перемогами і 2 програшами, Дмитро Богацький — з чотирма перемогами й трьома програшами.

#### Шашки
- Стокліткові шашки, чоловіки.
1. Олександр Георгієв  Росія
2. Олександр Гетьманський  Росія
3. Гунтіс Валнеріс  Латвія
Українець Юрій Анікеєв поступився у чвертьфіналі, Артем Іванов, Ігор Кірзнер, Михайло Колобов не пробилися у плей-оф.
- Стокліткові шашки, жінки
1. Зоя Голубєва  Латвія
2. Татяна Чуб  Нідерланди
3. Тамара Тансикужина  Росія
Українка Ольга Балтажі поступилася в матчі за третє місце, перемігши в чвертьфіналі чемпіонку світу Дарію Ткаченко, Людмила Литвиненко теж програла у чвертьфіналі.
- Російські шашки, жінки
1. Вікторія Мотрічко  Україна
2. Єлєна Мішков  Молдова
3. Юлія Романська  Молдова
- Бразильські шашки, чоловіки
1. Олег Дашіков  Росія
2. Йон Доска  Молдова
3. Сергій Білошеєв  Україна
- Чекерз (змішаний турнір).
1. Александр Мойсєєв  США
2. Рональд Родні Кінз  Барбадос
3. Райвіс Паегле  Латвія

#### Сянці
- Укорочений контроль, чоловіки.
1. Ван Ян  КНР
2. Дзян Чуан  КНР
3. Чу Ю Квен  Гонконг
Українські майстри посіли: Віктор Шевчук — 36 місце, Володимир Корсак — 37, останнє місце.
- Командні змагання, жінки
1.  КНР
2.  Австралія
3.  В'єтнам
Українська команда в складі Лариса Малимон, Вікторія Корсак, Лариса Шевчук, посіла 8-е, останнє місце.
- Командні змагання, чоловіки.
1.  КНР
2.  В'єтнам
3.  Гонконг
Українська команда в складі Віктор Шевчук, Олександр Пилипчук, Володимир Корсак, посіла 18-е, останнє місце.
- Особисті, чоловіки
1. Сю Інчуан  КНР
2. Хон Жі  КНР
3. Лук Кондва  Малайзія
Українці виступили так: Володимир Корсак — 35-е місце, Віктор Шевчук — 45-е місце з 49 учасників.
- Особисті, жінки.
1. Ван Лінна  КНР
2. Жао Гуаньфан  КНР
3. Нго Лань Хуонг  В'єтнам
Українка Лариса Малимон посіла 15-е місце з 20 учасниць.